# Partit Nacionalista de Lanzarote
El Partit Nacionalista de Lanzarote (PNL), és un partit polític nacionalista de l'illa de Lanzarote (Canàries), fundat en 1996. Es defineix com una organització nacionalista progressista de centre. El Partit Nacionalista de Lanzarote és un partit escindit de Coalició Canària. Juan Carlos Becerra és el seu president. En 2006 el Partit Nacionalista de Lanzarote i Nova Canàries arriben a un acord polític, per a presentar-se conjuntament als comicis de maig de 2007, sota les sigles PNL-NC però no van obtenir representació. En aquestes eleccions aconsegueixen dos consellers en el Cabildo de Lanzarote i diversos regidors en diferents ajuntaments.